# Otterfing
Otterfing – miejscowość i gmina w południowych Niemczech, w kraju związkowym Bawaria, w rejencji Górna Bawaria, w regionie Oberland, w powiecie Miesbach. Leży około 18 km na północny zachód od Miesbach, przy drodze B13 i linii kolejowej Monachium – Lenggries.

## Demografia
Dane o ludności z 31 grudnia 2008:
| Opis                                | Ogółem | Ogółem | Kobiety | Kobiety | Mężczyźni | Mężczyźni |
| ----------------------------------- | ------ | ------ | ------- | ------- | --------- | --------- |
| Jednostka                           | osób   | %      | osób    | %       | osób      | %         |
| Populacja                           | 4477   | 100    | 2223    | 49,65   | 2254      | 50,35     |
| Wiek przedprodukcyjny (0–17 lat)    | 855    | 19,1   | 402     | 8,98    | 453       | 10,12     |
| Wiek produkcyjny (18–65 lat)        | 2824   | 63,08  | 1412    | 31,54   | 1412      | 31,54     |
| Wiek poprodukcyjny (powyżej 65 lat) | 798    | 17,82  | 409     | 9,14    | 389       | 8,69      |

## Polityka
Wójtem gminy jest Jakob Eglseder, rada gminy składa się z 16 osób.
|      | CSU | SPD | FW | Zieloni | Razem |
| 2008 | 7   | 3   | 3  | 3       | 16    |
| 2002 | 5   | 5   | 4  | 2       | 16    |